# Nastasee
Nastasee was een hardcore/rapcore band uit New Jersey. Deze was gestart door Dan Nastasi (Mucky Pup, Dog Eat Dog,...) als soloproject in 1995.
Nastasee begon toen Dan Nastasi de band #9 verliet, die hij eerder was begonnen met vrienden uit de band Non-Fiction. Het eerste album van Nastasee, Trim The Fat, werd in 1996 door SPV Records uitgegeven. Het album was enkel verkrijgbaar in Europa, omdat hij daar met zijn vorige bands zeer populair was. De broers Chris en John Milnes van Mucky Pup werkten mee aan het album. Vier tours volgden er, waarbij Dan Nastasi vergezeld werd door leden van Dog Eat Dog en Mucky Pup.
Doordat het album goed ontvangen werd bij de kopers, vroeg het label aan Nastasi of hij wilde beginnen aan een tweede album. Wederom kreeg hij hulp van Mucky Pup leden. In 1998 was het album af, maar door financiële problemen bij SPV Records omdat ze een echt platenlabel wilden worden, werd Ule Tide niet meer uitgegeven. Dan Nastasi liet de albums zelf drukken en ze werden verspreid via eBay en Amazon.com, waar ze nog steeds op te vinden zijn. Na deze problemen besloot Nastasi ermee te stoppen.

## Bandleden
- Dan Nastasi
- Allerlei leden uit Mucky Pup en Dog Eat Dog

## Discografie

### Albums
- Trim The Fat (1996)
- Ule Tide (1998)